# Triphenylphosphinsulfid
Triphenylphosphinsulfid ist ein Derivat des Triphenylphosphins.

## Darstellung
Triphenylphosphinsulfid kann durch Reaktion von Diphenylmethylidentriphenylphosphin mit Schwefel in siedendem Schwefelkohlenstoff dargestellt werden.
{\displaystyle {\ce {(C6H5)3P=C(C6H5)2 + 2S -> (C6H5)3PS + S=C(C6H5)2}}}
Eine Herstellung mittels einer Friedel-Crafts ähnlichen Reaktion aus Benzol, Phosphortrichlorid und Schwefel ist ebenfalls möglich.
{\displaystyle {\ce {3C6H6 + PCl3 + S -> [AlCl3] (C6H5)3PS + 3HCl}}}
Des Weiteren lässt es sich auch aus Triphenylphosphinoxid und Phosphorpentasulfid herstellen.

## Eigenschaften

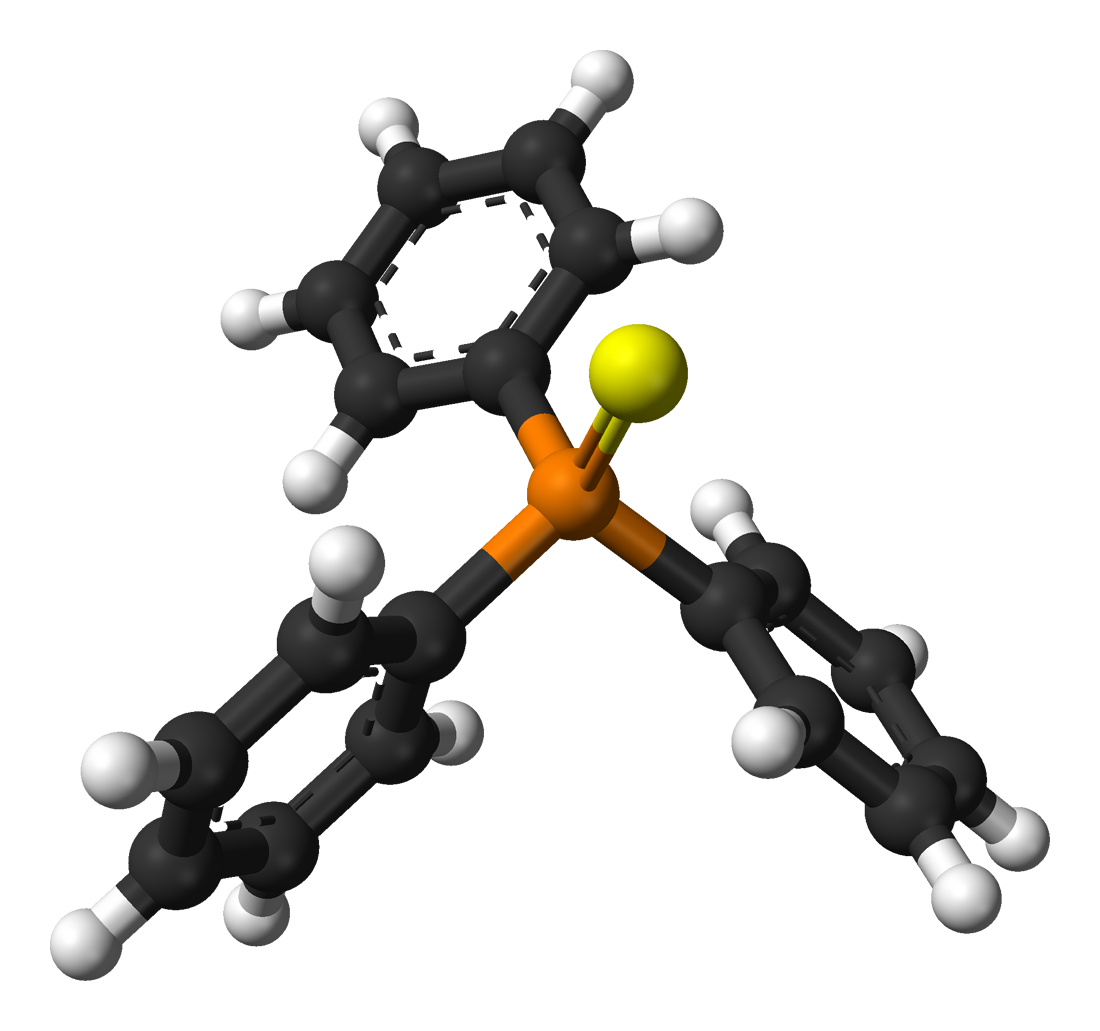
Räumliche Struktur von Triphenylphoshinsulfid

Mit Ketenen reagiert Triphenylphosphinsulfid unter Bildung von Thioketenen.
{\displaystyle {\ce {(C6H5)3PS + O=C=C(C6H5)2 -> (C6H5)3PO + S=C=C(C6H5)2}}}